# Bīdeskān
Bīdeskān (persiska: بیدسکان, Bīdsagān, Bidishkūn, Bīdesgān) är en ort i Iran.   Den ligger i provinsen Khorasan, i den östra delen av landet, 700 km öster om huvudstaden Teheran. Bīdeskān ligger 1 963 meter över havet och antalet invånare är 309.
Terrängen runt Bīdeskān är lite bergig. Runt Bīdeskān är det mycket glesbefolkat, med 5 invånare per kvadratkilometer. Närmaste större samhälle är Eslāmīyeh, 19,3 km väster om Bīdeskān. Trakten runt Bīdeskān är ofruktbar med lite eller ingen växtlighet.